# ماثيو مارغيسون
ماثيو مارغيسون (بالإنجليزية: Matthew Margeson)‏ (و. 1980 – م) هو ملحن من الولايات المتحدة الأمريكية. 

## وصلات خارجية
- ماثيو مارغيسون على موقع IMDb (الإنجليزية)
- ماثيو مارغيسون على موقع ألو سيني (الفرنسية)
- ماثيو مارغيسون على موقع ميوزك برينز (الإنجليزية)
- ماثيو مارغيسون على موقع أول موفي (الإنجليزية)
- ماثيو مارغيسون على موقع قاعدة بيانات الأفلام السويدية (السويدية)
- ماثيو مارغيسون على موقع ديسكوغز (الإنجليزية)
- ماثيو مارغيسون على موقع قاعدة بيانات الفيلم (الإنجليزية)
- ماثيو مارغيسون على موقع كينوبويسك (الروسية)